# European Football League 2006
L'Eurobowl 2006, la XX edizione dell'Eurobowl, è stato conquistato dai Vikings Vienna. 
La stagione regolare si è svolta tra il 25 marzo e il 22 maggio 2006. 
Sono seguiti i play-off, composti di semifinali e finale.

## Club partecipanti all'edizione 2006
- Hi-Tech Media  Warriors Bologna
- Acufon  Lions Bergamo
- Dodge  Vienna Vikings
- Swarco  Tirol Raiders
- Hamburg Blue Devils
- Braunschweig Lions
- L'Hospitalet Pioners
- Seinäjoki Crocodiles
- Flash de La Courneuve
- Moscow Patriots
- Stockholm Mean Machines

## Gli incontri della prima fase
- 25 marzo: Flash de La Courneuve 41-0 L'Hospitalet Pioners
- 22 aprile: Braunschweig Lions 21-12 Swarco Tirol Raides
- 23 aprile: Stockholm Mean Machines 34-0 Mosca Patriots
- 24 aprile: Hamburg Blue Devils  44-0 Hi-Tech Media Warriors Bologna
- 29 aprile: L'Hospitalet Pioners 6-47 Acufon Lions Bergamo
- 5 maggio: Swarco Tirol Raiders 40-13 Braunschweig Lions
- 6 maggio: Hi-Tech Media Warriors Bologna 20-48 Dodge Vikings Vienna
- 6 maggio: Mosca Patriots 14-38 Seinäjoki Crocodiles
- 13 maggio: Seinäjoki Crocodiles 15-12 Stoccolma Mean Machines
- 20 maggio: Acufon Lions Bergamo 18-20 Flash de La Courneuve
- 21 maggio: Dodge Vikings Vienna 31-17 Hamburg Blue Devils

## Classifiche
| Qualificate alle semifinali |

| Gruppo A                       |   |   |   |     |    |    |     |
| Squadra                        | V | N | P | Pnt | PF | PS | Dif |
| Dodge Vienna Vikings           | 2 | 0 | 0 | 4   | 79 | 37 | +42 |
| Hamburg Blue Devils            | 1 | 0 | 1 | 2   | 61 | 31 | +30 |
| Hi-Tech Media Warriors Bologna | 0 | 0 | 2 | 0   | 20 | 92 | -72 |

| Gruppo B              |   |   |   |     |    |    |     |
| Squadra               | V | N | P | Pnt | PF | PS | Dif |
| Flash de La Courneuve | 2 | 0 | 0 | 4   | 61 | 18 | +43 |
| Acufon Lions Bergamo  | 1 | 0 | 1 | 2   | 65 | 26 | +39 |
| L'Hospitalet Pioners  | 0 | 0 | 2 | 0   | 6  | 88 | +82 |

| Gruppo C             |   |   |   |     |    |    |     |
| Squadra              | V | N | P | Pnt | PF | PS | Dif |
| Swarco Tirol Raiders | 1 | 0 | 1 | 2   | 52 | 34 | +18 |
| Braunschweig Lions   | 1 | 0 | 1 | 2   | 34 | 52 | -38 |

| Gruppo D                |   |   |   |     |    |    |     |
| Squadra                 | V | N | P | Pnt | PF | PS | Dif |
| Stockholm Mean Machines | 2 | 0 | 0 | 4   | 49 | 12 | +37 |
| Seinäjoki Crocodiles    | 1 | 0 | 1 | 2   | 50 | 29 | +21 |
| Moscow Patriots         | 0 | 0 | 2 | 0   | 14 | 72 | -58 |

## Play-off

### Semifinali
- 10 giugno 2006:  Dodge Vienna Vikings 42-9  Stockholm Mean Machines
- 11 giugno 2006:  Swarco Tirol Raiders 17-27  Flash de La Courneuve

### Finale
Vienna, Hohe Warte Stadion
- 22 luglio 2006, ore 18.00:  Dodge Vienna Vikings 41-9  Flash de La Courneuve